# OB-660
OB-660 – energetyczny kocioł parowy o wydajności produkcji pary 660 t/h.

## Dane techniczne
| Parametr                              | Wartość                    | Źródła |
| ------------------------------------- | -------------------------- | ------ |
| Typ kotła                             | parowy, pyłowy, walczakowy | [ 1 ]  |
| Cyrkulacja                            | naturalna                  | [ 1 ]  |
| Rodzaj paleniska                      | tangencjalne               | [ 1 ]  |
| Maksymalna wydajność                  | 183 kg/s                   | [ 1 ]  |
| Temperatura pary świeżej (wylot)      | 540 °C                     | [ 1 ]  |
| Ciśnienie pary świeżej (wylot)        | 13,6 MPa                   | [ 1 ]  |
| Temperatura pary wtórnej (wlot/wylot) | 320/540 °C                 | [ 1 ]  |
| Ciśnienie pary wtórnej                | 2,5 MPa                    | [ 1 ]  |
| Temperatura wody zasilającej          | 245 °C                     | [ 1 ]  |
| Sprawność kotła                       | 86,6%                      | [ 1 ]  |
| Rodzaj paliwa                         | węgiel brunatny            | [ 1 ]  |
| Wartość opałowa paliwa                | 9,8 MJ/kg                  | [ 1 ]  |

## Wykorzystanie
| Kraj           | Obiekt               | Liczba | Źródła |
| -------------- | -------------------- | ------ | ------ |
| Turcja         | Elektrownia Kemerköy | 3      | [ 1 ]  |
| Turcja         | Elektrownia Yatagan  | 3      | [ 1 ]  |
| Turcja         | Elektrownia Yeniköy  | 2      | [ 1 ]  |
| Czechy         | Elektrownia Prunerov | 5      | [ 1 ]  |
| Łączna liczba: | Łączna liczba:       | 13     |        |